# Kapverdisch-kubanische Beziehungen
Die kapverdisch-kubanischen Beziehungen umfassen das zwischenstaatliche Verhältnis zwischen Kap Verde und Kuba. Sie unterhalten seit der kapverdischen Unabhängigkeit 1975 direkte diplomatische Beziehungen.
Bis zur Unabhängigkeit Kap Verdes von Portugal 1975 wurden die Beziehungen von den kubanisch-portugiesischen Beziehungen bestimmt. Historisch bestehen seit der Vertreibung der Juden aus Portugal 1497 und dem Atlantischen Sklavenhandel des 16. Jahrhunderts Berührungspunkte zwischen beiden Ländern.
Heute gehören beide Länder u. a. der Lateinischen Union und den verschiedenen UN-Organisationen an. Wichtigstes Verbindungsglied ist heute die kubanische Entwicklungszusammenarbeit im Gesundheits- und Bildungswesen in Kap Verde.
Der kapverdische Diplomat José Luis Rocha ist mit einer kubanischen Ärztin verheiratet.

## Geschichte

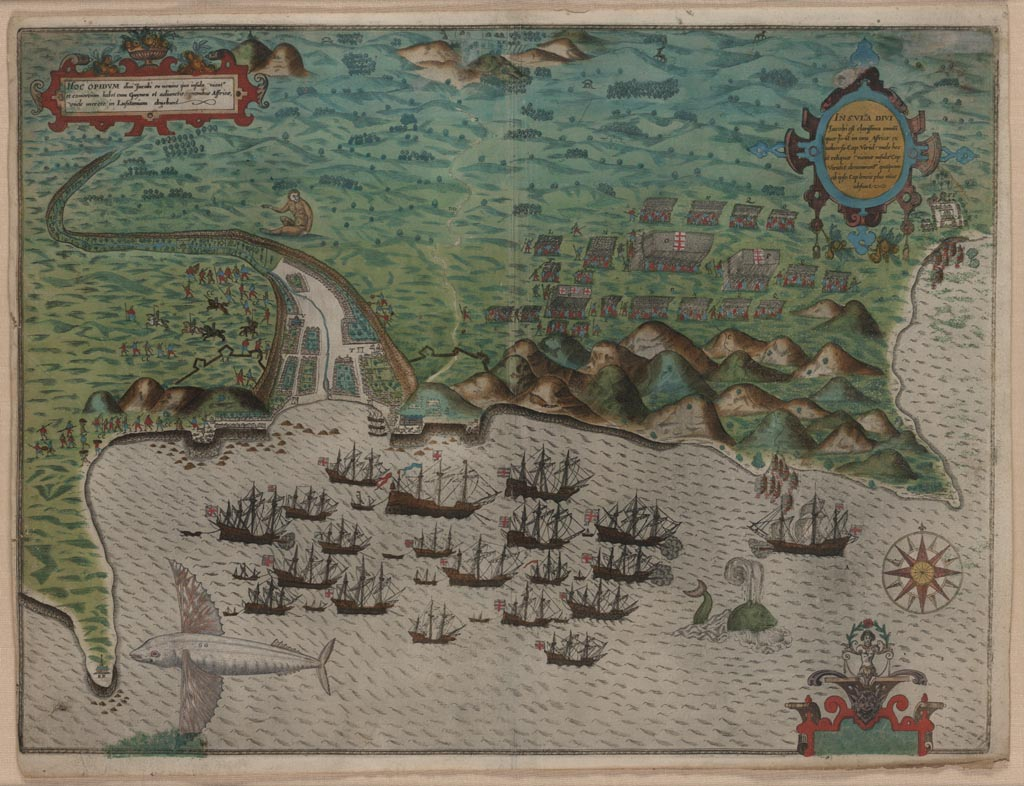
Cidade Velha auf der Kapverdeninsel Santiago (1589), Zwischenstation für den transatlantischen Sklavenhandel seit dem 16. Jahrhundert

Die unbewohnten Kapverdischen Inseln wurden nach der ersten Umfahrung 1445 durch den portugiesischen Seefahrer António Fernandes Teil des Portugiesischen Kolonialreichs, während Kuba nach seiner Entdeckung durch Christoph Kolumbus 1492 Spanische Kolonie wurde.
Ein Teil der Sklaven für die Plantagenwirtschaft auf Kuba kam danach über die Zwischenstation Kap Verde nach Kuba.
Unter Portugals König Manuel I. wurden die Juden ab 1497 auch aus Portugal vertrieben, zum Teil auf die Kapverdischen Inseln. Mit der Flucht der jüdischen Marranen aus Portugal und Spanien gingen Anfang des 16. Jahrhunderts zudem zahlreiche dieser Sepharden nach Nordeuropa. Aus diesen sephardischen Gemeinden wanderten in Schüben auch Gruppen in die Karibik aus, insbesondere im 17. Jahrhundert. Portugiesische Marranen kamen so auch nach Kuba.

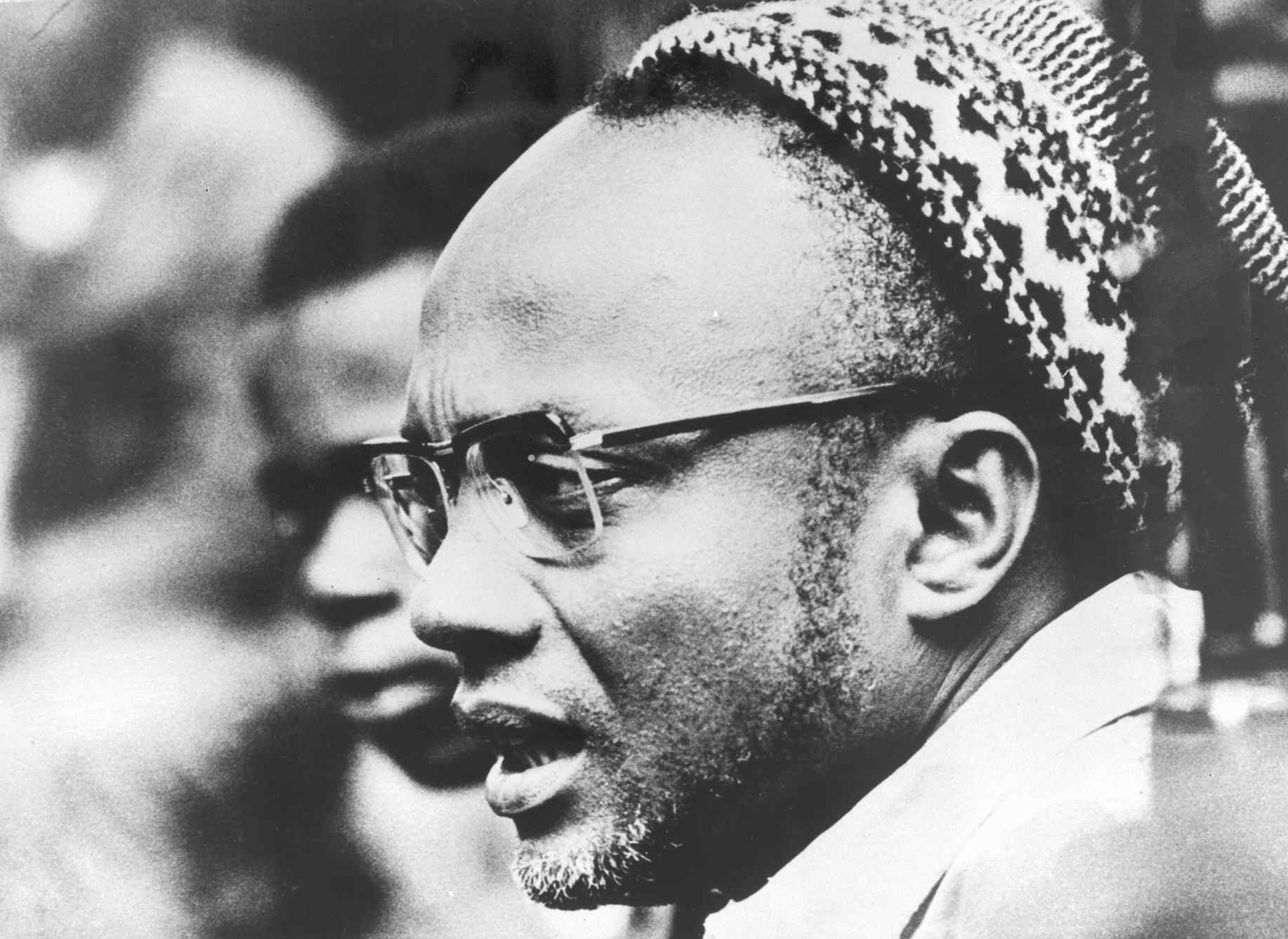
Amílcar Cabral gilt als Vater der Unabhängigkeit Kap Verdes und unterhielt freundschaftliche Kontakte zu Kubas Fidel Castro.

Kuba unterstützte den Unabhängigkeitskampf Amílcar Cabrals, der freundschaftliche Beziehungen zu Fidel Castro unterhielt. Kuba erkannte die Unabhängigkeit Kap Verdes 1975 umgehend an. 
Das wichtigste Element der bilateralen Zusammenarbeit wurde danach die kubanische Hilfe im Gesundheitssektor. Seit dem Beginn des kapverdisch-kubanischen Abkommens zur Zusammenarbeit in Gesundheitsfragen 1976 wirkten hunderte kubanischer Ärzte aller Fachrichtungen in Kap Verde.
1982 schlossen beide Länder ein Abkommen über gegenseitige Visumfreiheit, das 1984 in Kraft trat und seither fortlaufend erneuert wurde.
Kap Verdes Präsident Jorge Carlos Fonseca besuchte Kuba 2015. Anlässlich des Besuchs der kubanischen Vize-Staatsratsvorsitzenden Mercedes López Acea im Februar 2018 sprach Fonseca sich für eine Belebung der Zusammenarbeit mit Kuba insbesondere im Gesundheitsbereich aus. Angesichts der angekündigten Besuche des kapverdischen Gesundheits- und Sozialministers und später des kapverdischen Außenministers in Kuba drückte Fonseca die Hoffnung auf Konkretisierungen in diesen Fragen aus. Acea dankte im Gegenzug für die anhaltende Unterstützung Kap Verdes für die Ablehnung des US-Embargos gegen Kuba.

## Diplomatie
Kap Verde führt eine eigene Botschaft in der kubanischen Hauptstadt Havanna. Konsulate führt das Land keine auf Kuba.
Kuba unterhält eine eigene Botschaft und ein Konsulat in der kapverdischen Hauptstadt Praia. Weitere Konsulate Kubas bestehen nicht auf den Kapverden.

## Kultur

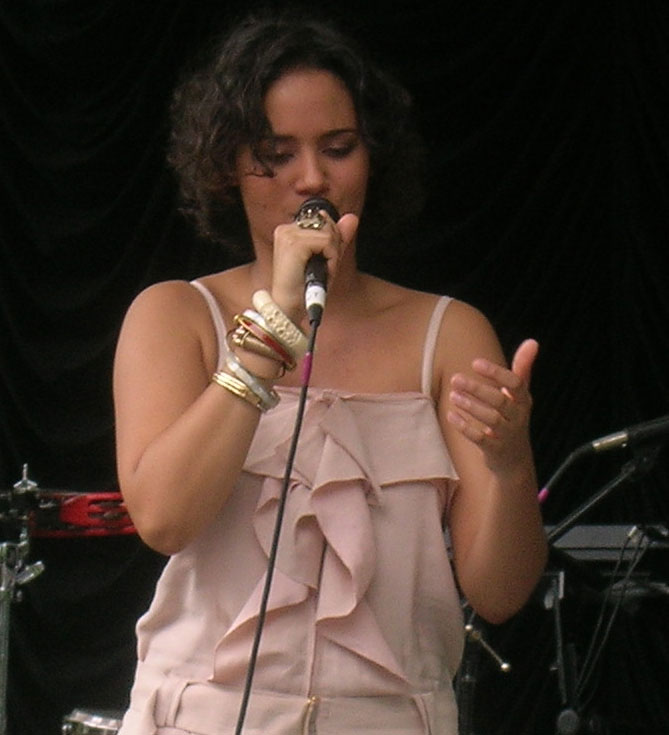
Die kapverdische Sängerin Mayra Andrade wurde in Kuba geboren.

Gelegentlich kommt es zur Zusammenarbeit kapverdischer Musiker mit kubanischen Musikern. So nahm die wegweisende kapverdische Sängerin Cesária Évora ihr Album São Vicente di Longe 2001 teilweise in Kuba auf, u. a. wirkten dabei Chucho Valdés und das Orquesta Aragón mit, ebenfalls 2001 nahm sie mit Compay Segundo ein Duett auf.
Die kapverdische Sängerin Mayra Andrade wurde in Havanna geboren.

## Sport
Der Schachspieler Mariano Ortega aus Kuba spielt seit einiger Zeit für Kap Verde, wo er 2019 kapverdischer Landesmeister wurde.